# Mycena exilis
Mycena exilis är en svampart som tillhör divisionen basidiesvampar, och som beskrevs av Aronsen och Gro Sissel Gulden. Mycena exilis ingår i släktet Mycena, och familjen Favolaschiaceae. Arten har ej påträffats i Sverige.